# Laguna El Pino
A Laguna El Pino  é uma laguna de cratera localizado na Guatemala. Em 1955 este lago e outros de menos dimensão nas suas imediações foram declarados Parque Nacional. Este parque, bem como o lago são montorizados pelo Instituto Nacional Florestal da Guatemla conjuntamente com representantes da população local. 20% da área geográfica em questão são terrenos nacionais e 80% são propriedade privada. 